# Bodotria setoensis
Bodotria setoensis är en kräftdjursart som beskrevs av Hiroshi Harada 1967. Bodotria setoensis ingår i släktet Bodotria och familjen Bodotriidae. Inga underarter finns listade i Catalogue of Life.